# Chocolate Remix
Chocolate Remix és un grup de reggaeton de temàtica lèsbica aparegut el 2013 com a reacció al masclisme i l'homofòbia present al reggaeton d'origen argentí. La cantant i compositora n'és Romina Bernardo. És pioner a ser un grup de reggaeton de tal temàtica. Ha tocat en festes. El seu primer single fou Lo que las mujeres quieren. El seu primer àlbum fou Sátira (2017), i l'acompanyà un vídeo musical per a la cançó "Cómo me gusta a mi".